# Nat (spirito)

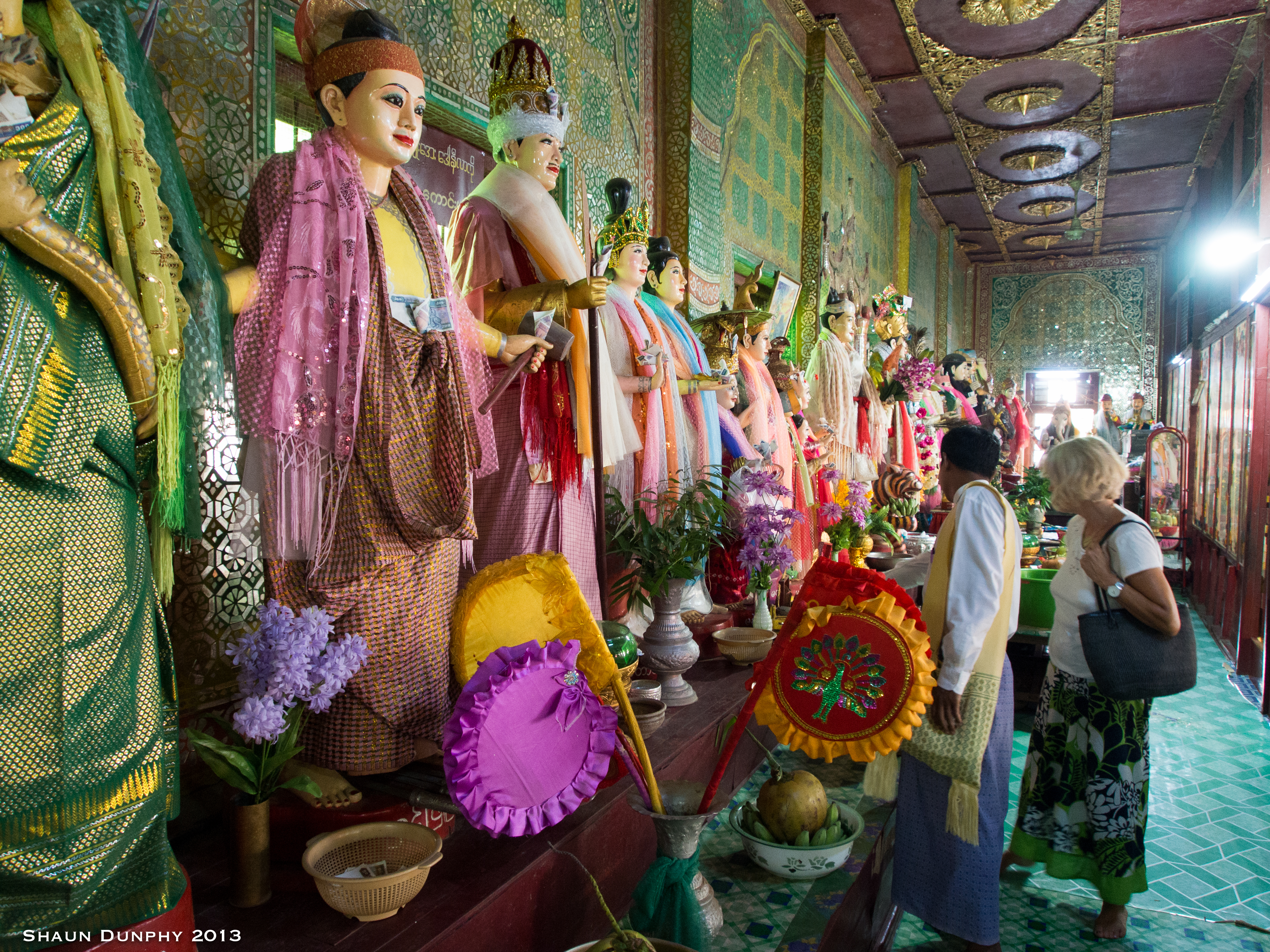
Statue dei 37 nat

I nat sono degli spiriti il cui culto è associato al Buddismo birmano. Sebbene le autorità buddiste cerchino di ridimensionarne l'importanza, i nat costituiscono un importante elemento della vita quotidiana in Birmania. Questi spiriti possono esercitare il loro potere su un luogo, su una persona o su un settore dell'esperienza umana.

## Storia

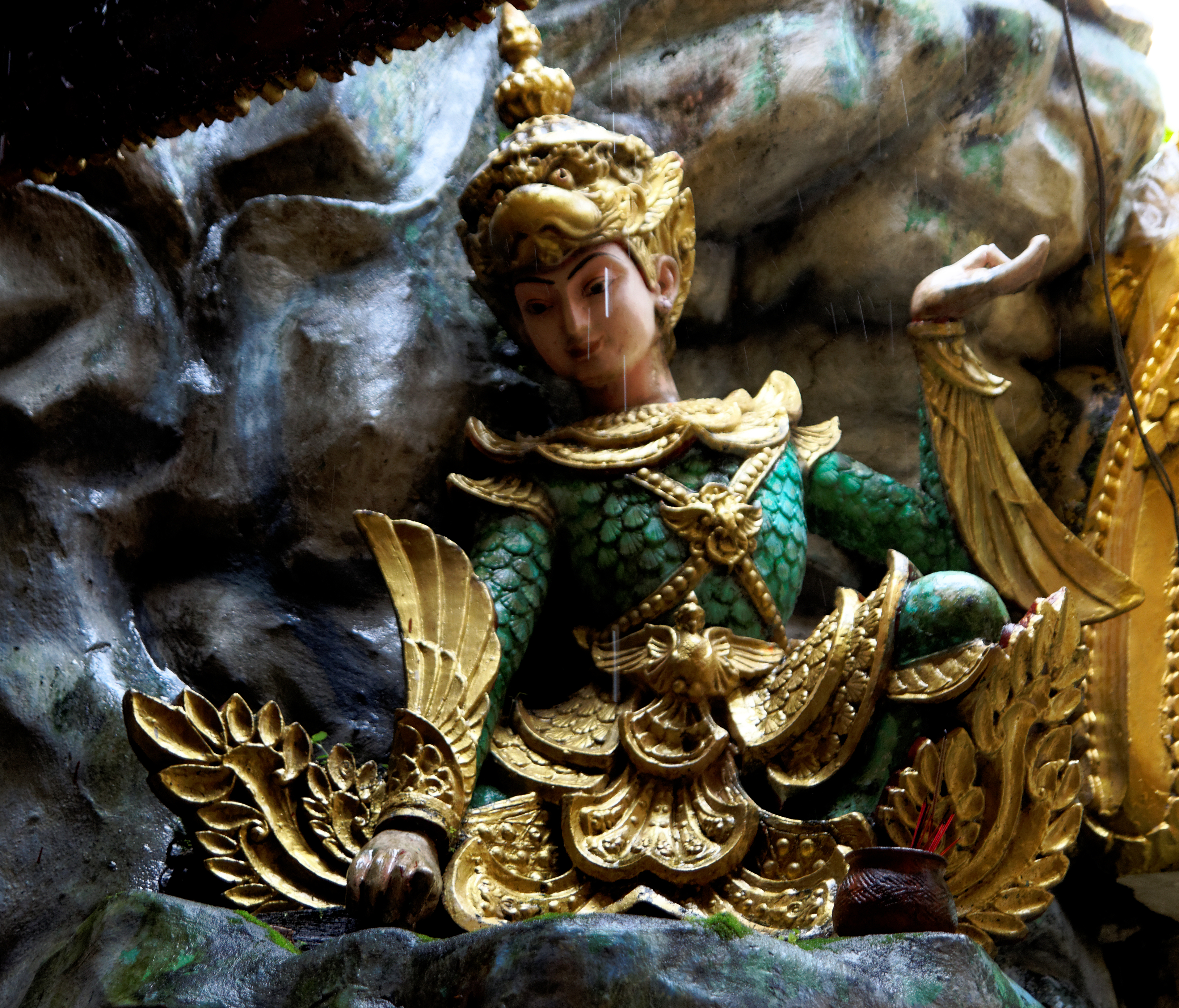
Statua di un nat all'entrata sud della Pagoda Shwedagon

Il termine nat deriva dal pāli-sanscrito natha che significa "signore" o "guardiano". Questi spiriti appartengono al culto animista che prevaleva nel paese prima dell'avvento del Buddismo.
In passato venivano costruiti grandi templi separati e dedicati ai nat di rango superiore, quelli derivati da personaggi storici realmente vissuti (tipicamente sovrani thailandesi o birmani) che erano periti per una morte violenta e ingiusta. Un'opportuna venerazione di questi spiriti avrebbe garantito il loro appoggio nell'affrontare situazioni difficili, come imprese belliche e di altro genere.
Il re Anawrahta interdisse i sacrifici animali che si tenevano sul monte Popa e ordinò la distruzione di tutti i santuari dedicati ai nat. Ciò nonostante, la popolazione locale non smise mai di venerare questi spiriti e i santuari vennero ricostruiti nelle abitazioni private. Resosi conto che le sue politiche avrebbero allontanato la gente dal Buddismo Theravāda, Anawrahta revocò il divieto di culto dei nat e ordinò il collocamento delle 36 statue di nat del monte Popa alla base del sacro zedi di Shwezigon. A questi 36 nat ne venne aggiunto un altro, quello del dio Thagyamin ispirato alla figura di Indra, che Anawrahta definì "re dei nat". Poiché Indra aveva reso omaggio a Buddha a nome di tutti gli dei indusiti, la figura di Thagyamin avrebbe volutamente posto tutti i nat in secondo piano rispetto al Buddismo. Di fatto nella cosmologia tradizionale, gli insegnamenti di Buddha hanno importanza primaria, seguiti dai nat e infine dai bamar.

## Il culto

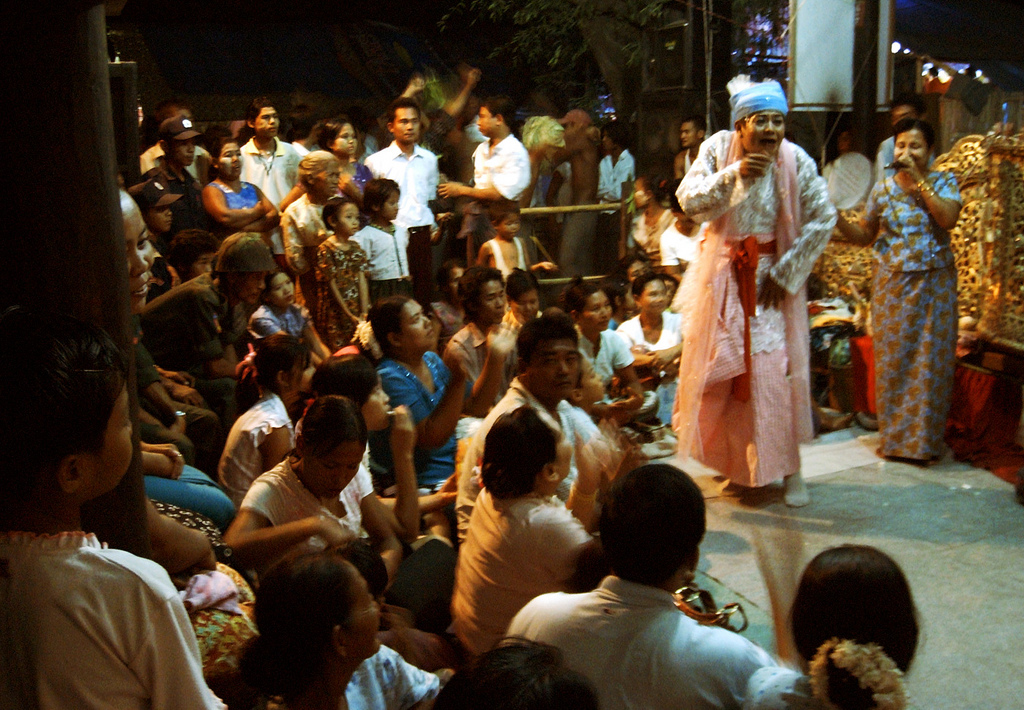
Il nat pwe di Amarapura

In molte abitazioni la figura dei nat è rappresentata da una noce di cocco abbellita con un gaung baung rosso, il tradizionale turbante birmano che simboleggia la doppia natura del nat Eindwin-Min Mahagiri ("signore della grande montagna che risiede nella casa"). Un altro tipo di rappresentazione, associata al culto dei nat protettori, consiste nell'attaccare dei nastri rossi e bianchi allo specchietto retrovisore o al bagagliaio dell'auto.
Fuori dalle abitazione e dalle paya (le pagode birmane) vi sono dei santuari di nat guardiani, ad esempio ai piedi di un albero particolarmente venerato o dotato di particolari poteri come il Ficus religiosa, che è venerato come simbolo dell'illuminazione di Buddha. A volte le comunità rurali erigono dei tempietti in un'area boscosa per garantirsi la protezione del nat guardiano del villaggio. Questi piccoli templi sono costruiti in legno o in bambù e la loro collocazione è determinata dallo sciamano locale detto saya.
I birmani più devoti evitano di mangiare carne, in quanto questo è considerato un gesto offensivo nel mondo degli spiriti. Il principale timore dei birmani è quello che i nat possano impossessarsi del loro corpo e della loro mente, spingendoli a compiere gesti irrazionali che potrebbero renderli oggetto di emarginazione sociale.
I nat possono essere invocati tramite i nat pwe ("feste degli spiriti"), che consistono in un evento musicale atto a far convenire gli spiriti in un luogo prescelto. La musica birmana è quasi interamente destinata al nat pwe. Durante questi eventi, la musica è allegra ed è assimilabile a una forma arcaica di rock and roll generato da gong, tamburi e xilofoni. Uno dei nat tipicamente evocati è Ko Gyi Kyaw ("grande fratello di Kyaw"), uno spirito ubriacone che viene indotto a bere da una figura femminile detta nat gadaw. Se Ko Gyi Kyaw si impossessa del corpo di uno dei partecipanti, il posseduto si lascia andare a una serie di danze lascive e di situazioni imbarazzanti. A quel punto, la vittima viene affidata alle cure di un esoorcista.
A Taungbyon, a circa 20 km da Mandalay, si tiene annualmente un grande nat pwe nel mese di agosto. Questa festa venne istituita ai tempi di Anawrahta e rende omaggio ai "Fratelli musulmani" Byat-wi e Byat-ta, due noti nat del Regno Pagan. Un'altra festa dei nat si tiene presso la paya di Yadana-gu, a sud di Amarapura, durante la quale vengono immerse le immagini dei nat nel fiume Irrawaddy.